# Pterocomma smithiae
Pterocomma smithiae är en insektsart som först beskrevs av Monell 1879.  Pterocomma smithiae ingår i släktet Pterocomma och familjen långrörsbladlöss. Inga underarter finns listade i Catalogue of Life.